# Mistrzostwa Europy U-21 w Piłce Nożnej 2025 (eliminacje)/Grupa I
W Grupie I eliminacji do Mistrzostw Europy U-21 2025 brały udział następujące zespoły:
- Czechy U-21
- Dania U-21
- Islandia U-21
- Litwa U-21
- Walia U-21

## Tabela
| Lp. | Drużyna       | M | Mecze | Mecze | Mecze | Bramki | Bramki | Bramki | Pkt |
| Lp. | Drużyna       | M | W     | R     | P     | +      | −      | +/−    | Pkt |
| --- | ------------- | - | ----- | ----- | ----- | ------ | ------ | ------ | --- |
| 1.  | Dania U-21    | 6 | 3     | 2     | 1     | 11     | 8      | +3     | 11  |
| 2.  | Walia U-21    | 6 | 3     | 2     | 1     | 10     | 8      | +2     | 11  |
| 3.  | Islandia U-21 | 5 | 3     | 0     | 2     | 8      | 8      | 0      | 9   |
| 4.  | Czechy U-21   | 5 | 2     | 2     | 1     | 8      | 5      | +3     | 8   |
| 5.  | Litwa U-21    | 6 | 0     | 0     | 6     | 5      | 13     | −8     | 0   |

## Wyniki
| 16 czerwca 2023 17:00 CEST | Litwa U-21 · Kučys 19' | 1:2(1:2)Raport | Dania U-21 · 9' Kjærgaard · 11' Hansen | Stadion Centralny, Janów Sędzia: Henrik Nalbandyan |
|                            |                        |                |                                        |                                                    |

| 20 czerwca 2023 18:00 CEST | Dania U-21 · Kjærgaard 39' (k) · Nielsen 73' | 2:2(1:0)Raport | Walia U-21 · 48', 60' Colwill | Vejle Stadion, Velje Sędzia: Ante Čulina |
|                            |                                              |                |                               |                                          |

| 12 września 2023 17:00 CEST | Litwa U-21 · Steponavičius 90+1' · Keršys 90+2' | 2:3(0:1)Raport | Walia U-21 · 34' Harris · 46' Stevens · 83' Cotterill | Stadion Centralny, Janów Sędzia: Rauf Jabarov |
|                             |                                                 |                |                                                       |                                               |

| 12 września 2023 18:30 CEST | Islandia U-21 · Guðjohnsen 44' · Baldursson 90+4' | 2:1(1:0)Raport | Czechy U-21 · 87' Kabongo | Víkingsvöllur, Reykjavík Sędzia: Jovan Kachevski |
|                             |                                                   |                |                           |                                                  |

| 13 października 2023 18:00 CEST | Czechy U-21 · Jurásek 38' | 1:1(1:0)Raport | Walia U-21 · 90+6' Ashford | Stadion Střelecký ostrov, Czeskie Budziejowice Sędzia: Zaven Hovhannisyan |
|                                 |                           |                |                            |                                                                           |

| 17 października 2023 17:00 CEST | Litwa U-21 | 0:1(0:0)Raport | Islandia U-21 · 66' Jóhannsson | Stadion Centralny, Janów Sędzia: Luis Teixeira |
|                                 |            |                |                                |                                                |

| 17 października 2023 18:00 CEST | Czechy U-21 | 0:0(0:0)Raport | Dania U-21 | Stadion Střelecký ostrov, Czeskie Budziejowice Sędzia: Jasmin Sabotic |
|                                 |             |                |            |                                                                       |

| 16 listopada 2023 19:00 CET | Walia U-21 · Low 28' | 1:0(1:0)Raport | Islandia U-21 | Rodney Parade, Newport Sędzia: Antoni Bandić |
|                             |                      |                |               |                                              |

| 20 listopada 2023 19:00 CET | Walia U-21 · Ashford 90+4' | 1:2(0:1)Raport | Dania U-21 · 5' Bech · 89' Nielsen | Rodney Parade, Newport Sędzia: José Luis Munuera |
|                             |                            |                |                                    |                                                  |

| 22 marca 2024 CET | Walia U-21 · Colwill 15' · Koumas 77' | 2:1(1:1)Raport | Litwa U-21 · 11' Burba | Rodney Parade, Newport Sędzia: Kristoffer Hagenes |
|                   |                                       |                |                        |                                                   |

| 26 marca 2024 18:00 CET | Dania U-21 · Osula 7' · Sørensen 43', 56' (k) | 3:0(2:0)Raport | Litwa U-21 | Vejle Stadion, Vejle Sędzia: Donald Robertson |
|                         |                                               |                |            |                                               |

| 26 marca 2024 CET | Czechy U-21 · Sejk 13' · Fila 20', 70' · Kabongo 51' | 4:1(2:0)Raport | Islandia U-21 · 79' (k) Ingason | Všesportovní stadion, Hradec Králové Sędzia: Radoslav Gidzhenov |
|                   |                                                      |                |                                 |                                                                 |

| 6 września 2024 14:30 CEST | Litwa U-21 · Jansonas 19' | 1:2(1:0)Raport | Czechy U-21 · 58' Alijagić · 87' Sejk | Stadion Centralny, Janów Sędzia: Miloš Milanović |
|                            |                           |                |                                       |                                                  |

| 6 września 2024 17:00 CEST | Islandia U-21 · Ingason 28', 73' (k), 75' · Sigurpálsson 40' | 4:2(2:1)Raport | Dania U-21 · 16' Osula · 52' Kvistgaarden | Víkingsvöllur, Reykjavík Sędzia: Oleksii Derevinskyi |
|                            |                                                              |                |                                           |                                                      |

| 10 września 2024 CEST | Dania U-21 | –Raport | Czechy U-21 |  |
|                       |            |         |             |  |

| 10 października 2024 CEST | Islandia U-21 | –Raport | Litwa U-21 |  |
|                           |               |         |            |  |

| 11 października 2024 CEST | Walia U-21 | –Raport | Czechy U-21 |  |
|                           |            |         |             |  |

| 15 października 2024 CEST | Dania U-21 | –Raport | Islandia U-21 |  |
|                           |            |         |               |  |

| 15 października 2024 CEST | Czechy U-21 | –Raport | Litwa U-21 |  |
|                           |             |         |            |  |

## Strzelcy

### 4 gole
- Kristall Máni Ingason

### 3 gole
- Rubin Colwill

### 2 gole
- Daniel Fila
- Christophe Kabongo
- Václav Sejk
- Maurits Kjærgaard
- Oliver Nielsen
- William Osula
- Oliver Sørensen
- Cian Ashford

### 1 gol
- Denis Alijagić
- Matěj Jurásek
- Tobias Bech
- Mads Hansen
- Mathias Kvistgaarden
- Andri Baldursson
- Andri Guðjohnsen
- Davíð Snær Jóhannsson
- Ari Sigurpálsson
- Motiejus Burba
- Romualdas Jansonas
- Kristupas Keršys
- Armandas Kučys
- Faustas Steponavičius
- Joel Cotterill
- Luke Harris
- Lewis Koumas
- Joseph Low
- Fin Stevens